# Venterol (Alpes de Alta Provenza)
 Venterol  es una población y comuna francesa, situada en la región de Provenza-Alpes-Costa Azul, departamento de Alpes de Alta Provenza, en el distrito de Forcalquier y cantón de Turriers.
Aunque forma parte de Alpes de Alta Provenza, Venterol usa un código postal (05130) de Altos Alpes.

## Demografía
| 150 | 134 | 131 | 115 | 142 | 197 |
| Para los censos de 1962 a 1999 la población legal corresponde a la población sin duplicidades (Fuente: INSEE [Consultar]) |     |     |     |     |     |